# Liste des plus hautes constructions d'Algérie
Vous pouvez aider à l'améliorer ou bien discuter des problèmes sur sa page de discussion.
- Il ne s’appuie pas, ou pas assez, sur des sources secondaires ou tertiaires. (Marqué depuis août 2016)
- Il est à actualiser. Certains passages sont obsolètes ou annoncent des événements désormais passés. (Marqué depuis août 2016)

- Archive Wikiwix
- Bing
- Cairn
- DuckDuckGo
- E. Universalis
- Gallica
- Google
- G. Books
- G. News
- G. Scholar
- Persée
- Qwant
- (zh) Baidu
- (ru) Yandex
- (wd) trouver des œuvres sur Wikidata

Depuis quelques années plusieurs projets ont été concrétisés dans plusieurs villes algériennes, ci-dessous voici la liste des projets en construction, presque achevés et déjà construits. Les villes principalement touchées par la création de beaucoup de gratte-ciel et IGH.

## Plus hautes constructions
| Rang | Nom                                                   | Hauteur | Étages | Année ouverture | Ville                       | Sources | Image |
| ---- | ----------------------------------------------------- | ------- | ------ | --------------- | --------------------------- | ------- | ----- |
| 1    | Djamaâ el Djazaïr                                     | 267 m   |        | 2019            | Alger                       | [ 1 ]   | ☢☢    |
| 2    | Ministère de l'Habitat, de l’Urbanisme et de la Ville | 122 m   |        | 2025            | Alger                       |         | ☢     |
| 3    | Résidence Oran Tower                                  | 113 m   | 30     | 2018            | Oran                        | [ 2 ]   |       |
| 4    | Bahia Center Tower 1                                  | 111 m   | 31     | 2009            | Oran                        | [ 3 ]   |       |
| -5   | Bahia Center Tower 3                                  | 111 m   | 31     | 2012            | Oran                        | [ 4 ]   |       |
| -5   | Bahia Center Tower 2                                  | 111 m   | 31     | 2014            | Oran                        | [ 5 ]   |       |
| 6    | Gulf Bank Algeria (AGB) Headquarters                  | 110 m   | 25     | 2022            | Alger                       |         | ☢     |
| 7    | Mosquée Émir Abdelkader                               | 107 m   |        | 1994            | Constantine                 |         |       |
| 8    | Odéon Tower                                           | 106 m   | 28     | 2023            | Oran                        |         |       |
| 9    | Holiday Inn Alger - Cheraga Tower                     | 105 m   | 25     | 2018            | Alger                       | ,       |       |
| 10   | Cherif Towers II                                      | 105 m   | 28     | 2019            | Oran                        | [ 8 ]   |       |
| 11   | Mosquée Abdelhamid Ben Badis                          | 104 m   |        | 2015            | Oran                        |         |       |
| 12   | Tour Genova et Oslo                                   | 95 m    | R + 19 | 2019 et 2021    | Mohammadia (wilaya d'Alger) |         |       |
| 13   | Mémorial du Martyr                                    | 92 m    |        | 5 juillet 1982  | Alger                       |         |       |
| 14   | Cherif Towers I                                       | 90 m    | 24     | 2019            | Oran                        | [ 9 ]   |       |

## En construction
| Rang | Nom                                    | Hauteur                                                                                       | Étages   | Année                | Ville              | Sources |   |
| ---- | -------------------------------------- | --------------------------------------------------------------------------------------------- | -------- | -------------------- | ------------------ | ------- | - |
| 1    | Dzaïr Media City                       | 1 tour de 280 à 300 m 1 tour de environ 150 m 1 tour de environ 120 m 2 tour de environ 100 m |          | fin des travaux 2026 | Alger              |         | ☢ |
| 2    | Tour Galaxie                           | 113 m                                                                                         | 26+ dôme | 2020                 | Oran               | [ 10 ]  |   |
| 3    | Résidence el djiwar (aboura promotion) | 4 * 81m + 106 m                                                                               |          | 2020                 | Birkhadem, Alger   |         |   |
| 4    | 4 tours forum el djazair by emiral     | 90 / 100 m                                                                                    | 26       | 2009                 | Sidi-Fredj (Alger) |         |   |
| 5    | Les Galets Tower 3                     |                                                                                               | 30       | 2022                 | Oran               | [ 11 ]  |   |
| 6    | Les Galets Tower 2                     |                                                                                               | 28       | 2022                 | Oran               |         |   |
| 7    | Les Galets Tower 1                     | 87 m                                                                                          | 23       | 2020                 | Oran               | [ 12 ]  |   |
| 8    | Résidence ONE                          | 97 m                                                                                          | 25       | 2021                 | Bejaïa             |         |   |
| 9    | Cité millenium Twins Towers            | 76 m                                                                                          | 21       | 2016                 | Oran               |         |   |

## En projet
| Rang | Nom                         | Hauteur m          | Étages | Ville  | Sources | images |
| ---- | --------------------------- | ------------------ | ------ | ------ | ------- | ------ |
| 1    | El Djazair Towers Complex 1 | 300 m              | 62     | Oran   |         |        |
| 2    | El Djazair Towers Complex 2 | 250 m              | 50     | Oran   |         |        |
| 3    | Sherazade Tower             | 200 m              | 47     | Oran   |         |        |
| 4    | Mhafer Center               | 200 m              | 35     | Annaba | [ 13 ]  |        |
| 5    | Dzair media city            | 5 towers/ 220/280m |        | Alger  |         |        |